# Ichthydium malleum
Ichthydium malleum är en djurart som tillhör fylumet bukhårsdjur, och som beskrevs av Schwank 1989. Ichthydium malleum ingår i släktet Ichthydium och familjen Chaetonotidae. Inga underarter finns listade i Catalogue of Life.